# Kragujevac
Kragujevac (Servisch: Крагујевац) is een stad in Servië en de hoofdstad van het district Šumadija. Kragujevac telt ongeveer 212.000 inwoners.
De stad ligt aan de rivier de Lepenica op 44.02° noorderbreedte, 20.92° oosterlengte. Kragujevac staat bekend om zijn wapen- en auto-industrie (Zastava). De eerste universiteit van Servië werd in 1838 in Kragujevac gesticht, evenals het eerste gymnasium, theater, militaire school en de eerste drukkerij. De stad was tussen 1818 tot 1839 dan ook de hoofdstad van het Servië van Miloš Obrenović.

## Bestuurlijke indeling
Kragujevac bestaat uit de volgende gemeenten:
- Aerodrom
- Pivara
- Stanovo
- Stari Grad
- Stragari

## Geschiedenis
Kragujevac heeft een bewogen geschiedenis gekend. De stad werd als Kragujevdza voor het eerst genoemd in 15de-eeuwse Ottomaanse documenten (kraguj betekent griffioen).
Op 20 en 21 oktober 1941 werden in Kragujevac tussen de 2.300 en 5.000 burgers vermoord, als represailles voor een aanval van partizanen op Duitse militairen. Onder de vermoorde mensen was een hele generatie schooljongens die rechtstreeks uit de school was gehaald. Het monument voor de vermoorde schoolkinderen is een symbool van de stad. De gruweldaad vormde de inspiratie voor het gedicht Krvava bajka (bloederig sprookje) van Desanka Maksimović, een bekend dichteres uit het voormalige Joegoslavië. Ook het gedicht Kinderen met Krekelstem van de Vlaamse dichter Karel Jonckheere behandelt het drama van Kragujevac.

## Stadsbeeld
De architectuur van Kragujevac toont de samensmelting van twee lijnrecht tegenover elkaar staande stijlen: de traditioneel Turkse (die vandaag de dag bijna volledig is verdwenen) en de 19e-eeuwse Duitse. De naoorlogse architectuur is sterk beïnvloed door de ideeën van het communistische socialistisch realisme.

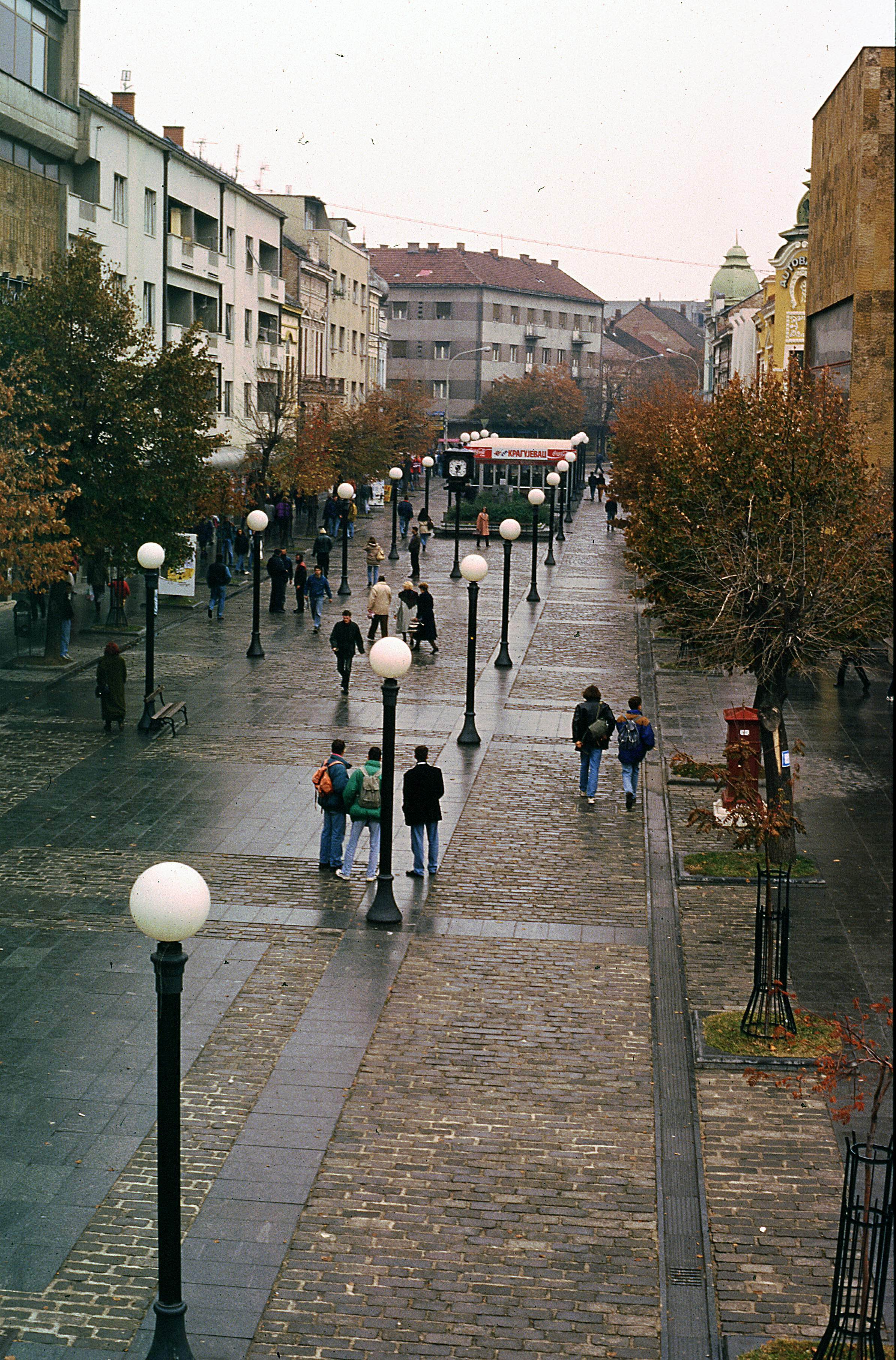
Stadsbeeld, voetgangerszone.
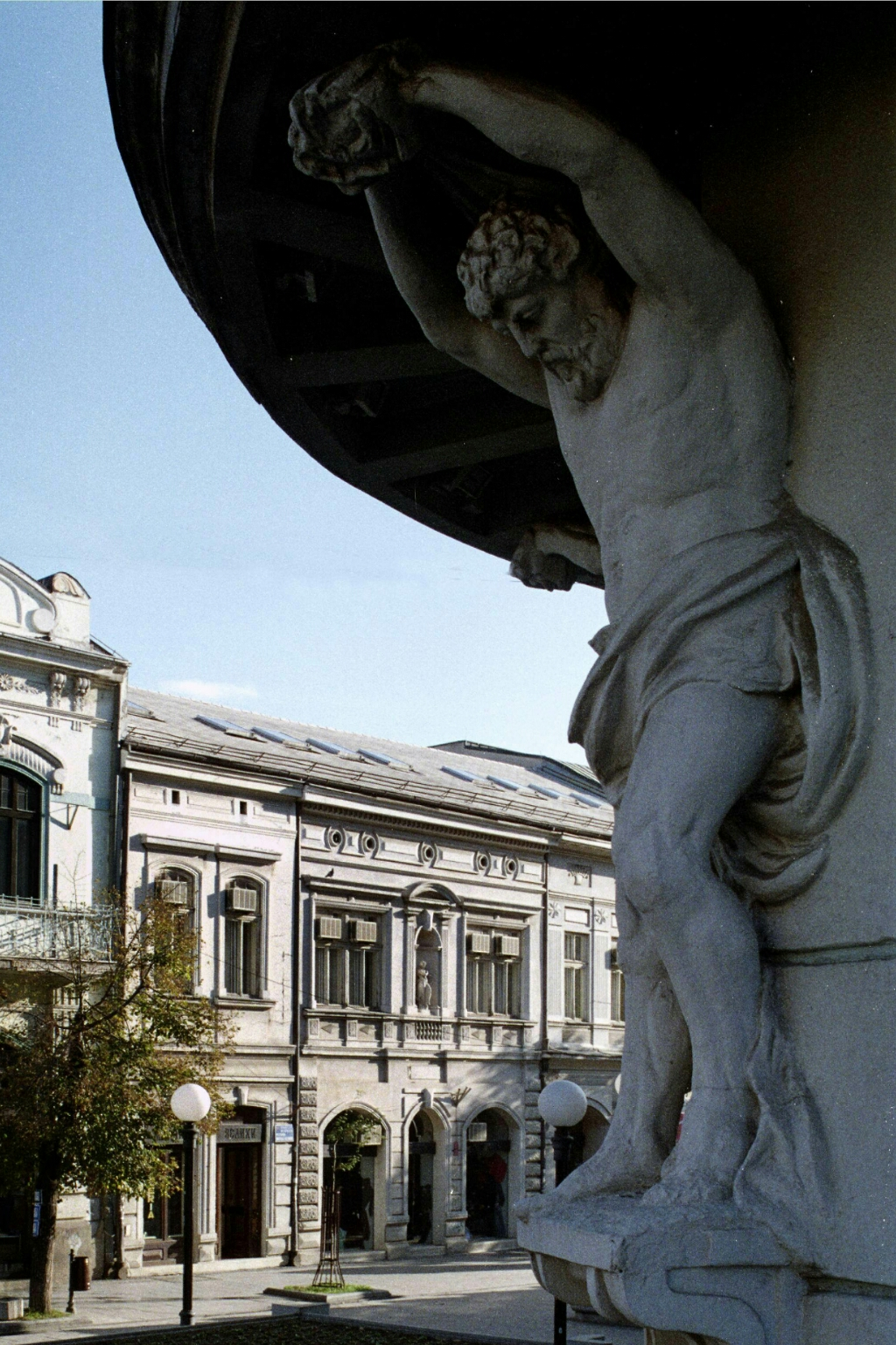
Architectuur in Kragujevac
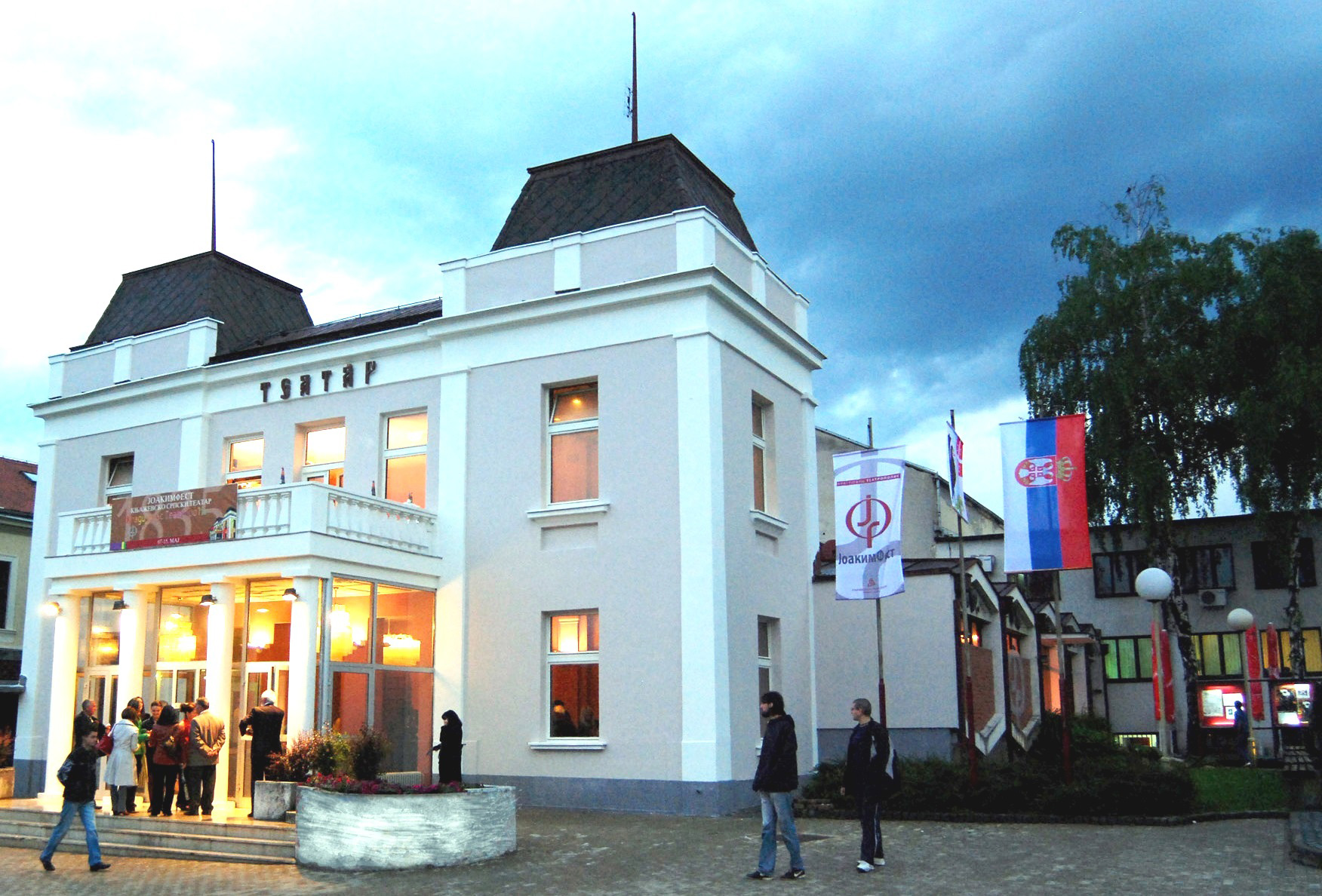
Knjaževsko-srpski theater in Kragujevac
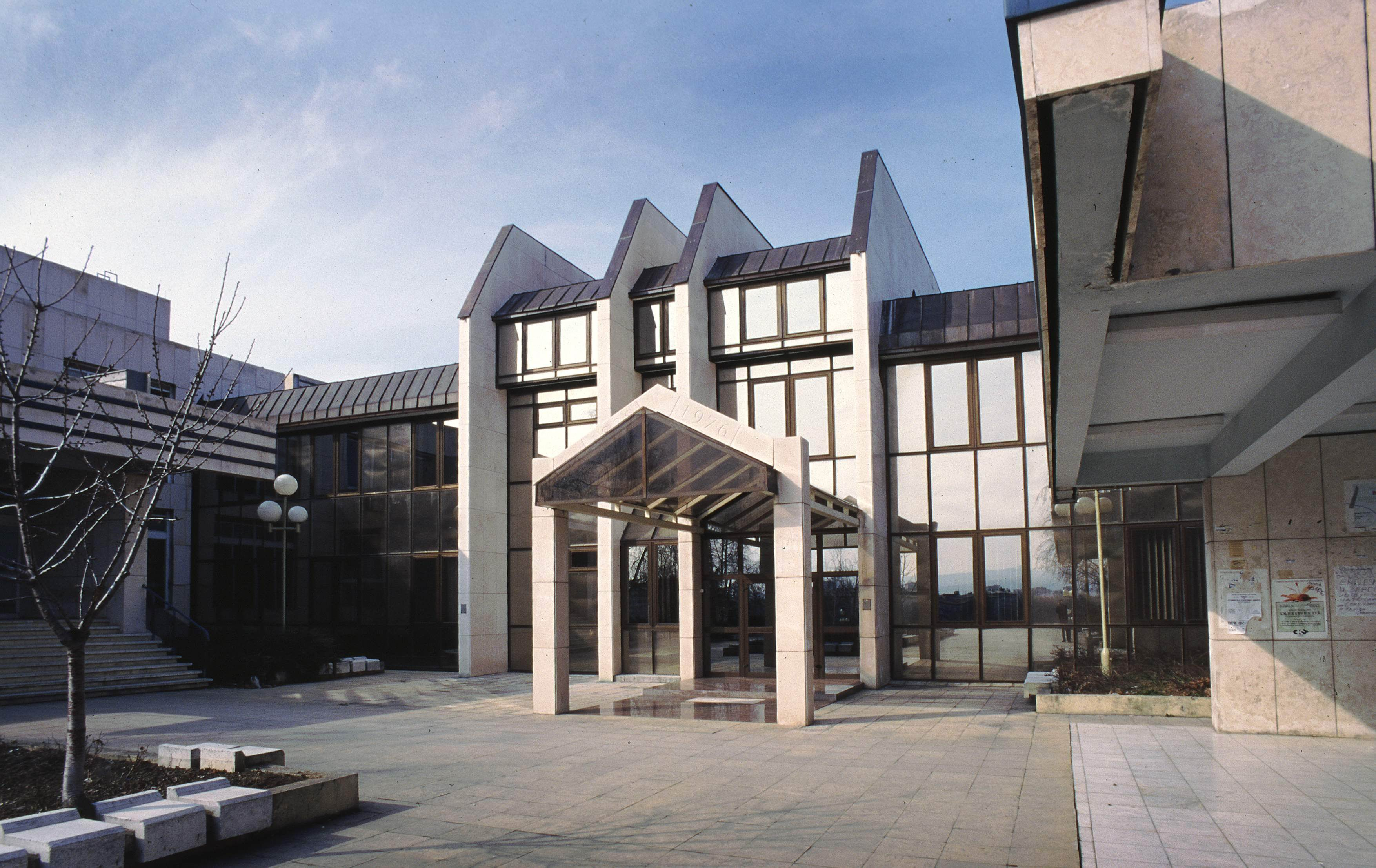
Universiteit
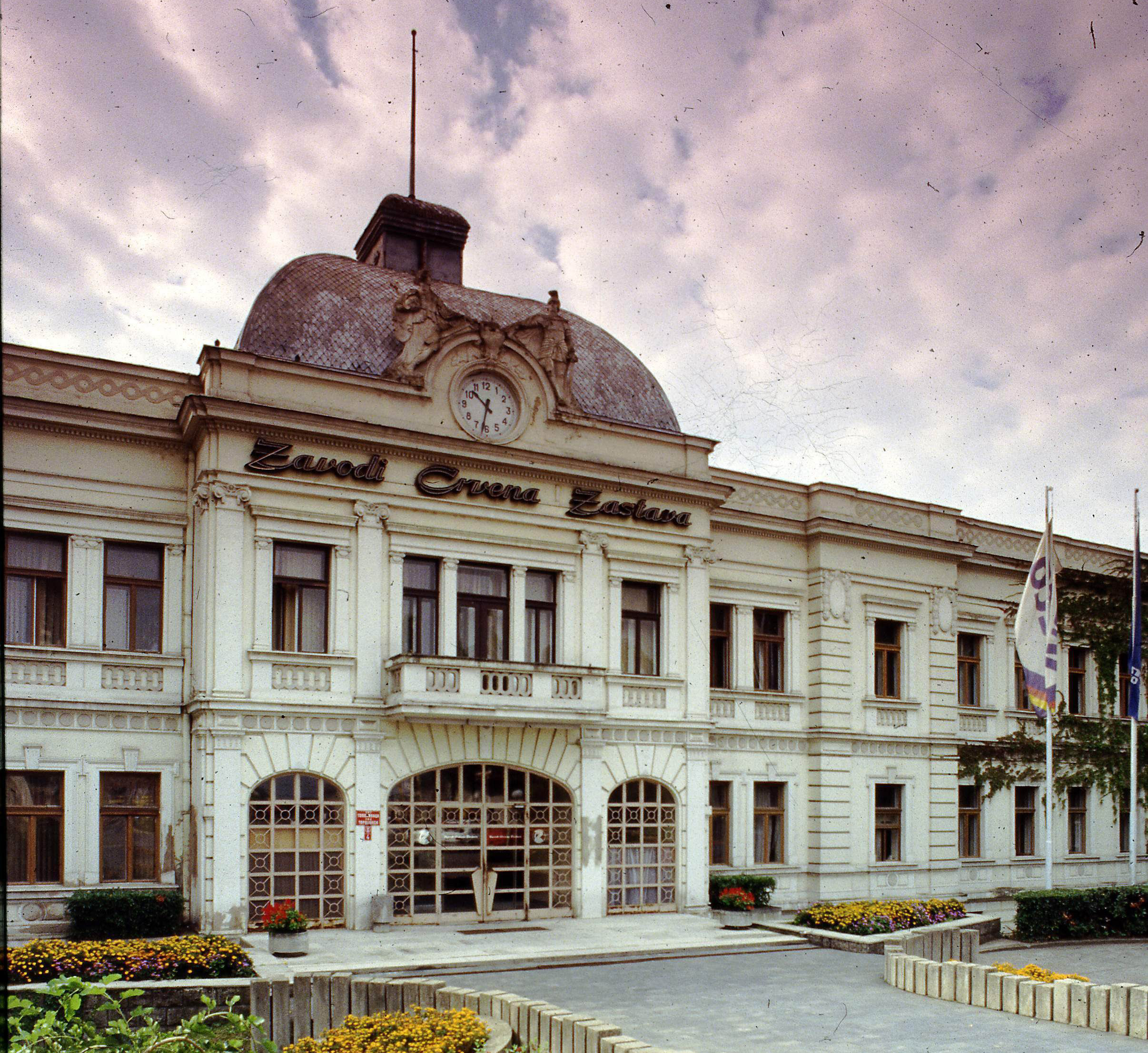
Hoofdingang van Zastava

## Partnersteden
- Mostar (Bosnië en Herzegovina)
- Trenčín (Slowakije)

## Geboren
- Nataša Kandić (1946), mensenrechtenverdediger
- Tomislav Nikolić (1952), politicus
- Predrag Đorđević (1972), voetballer
- Marija Šestak (1979), atlete
- Danko Lazović (1983), voetballer
- Marija Šerifović (1984), zangeres
- Marko Mirić (1987), voetballer
- Nenad Tomović (1987), voetballer
- Luka Milivojević (1991), voetballer
- Filip Kostić (1992), voetballer